# قطعنامه ۱۲۸۰ شورای امنیت
قطعنامه  ۱۲۸۰ شورای امنیت سازمان ملل متحد که در تاریخ ۰۳ دسامبر ۱۹۹۹ تصویب شد، سندی بین‌المللی دربارهٔ بررسی وضعیت میان عراق و کویت است. این قطعنامه طی نشست ۴۰۷۷ام با ۱۱ رای موافق، ۰ مخالف و ۳ ممتنع تصویب شد.